# Blanca von England

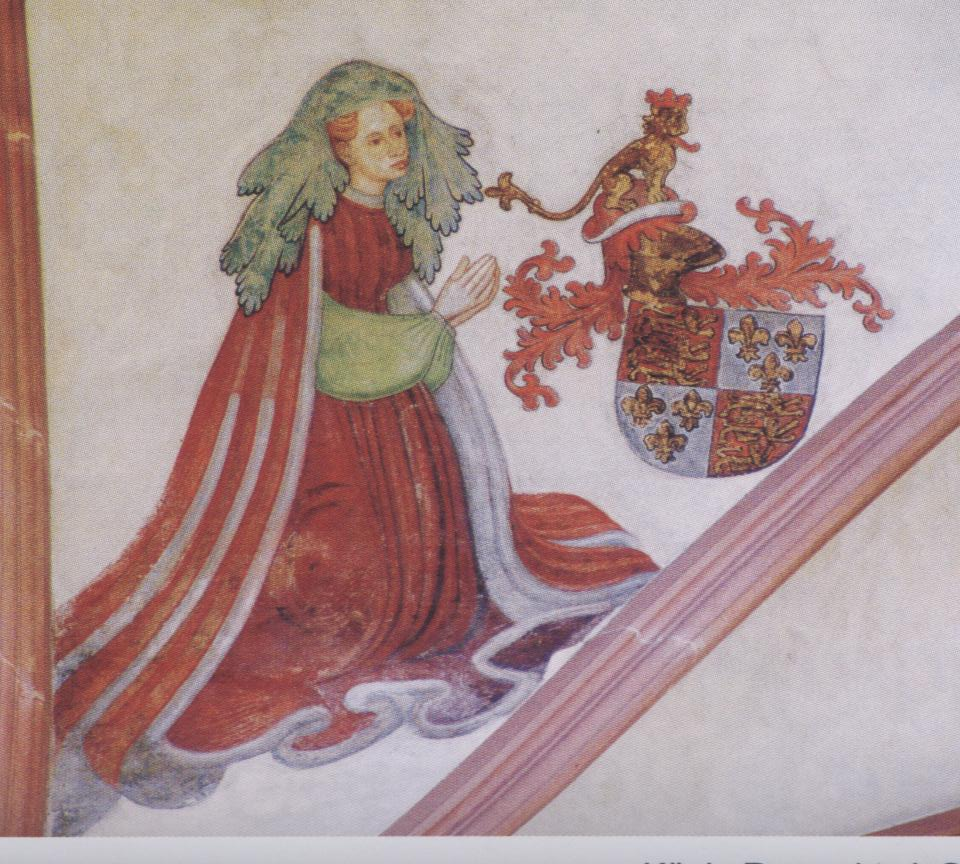
Pfalzgräfin Blanca, Prinzessin von England. Temperagemälde im Chor der Stiftskirche (Neustadt an der Weinstraße), um 1420

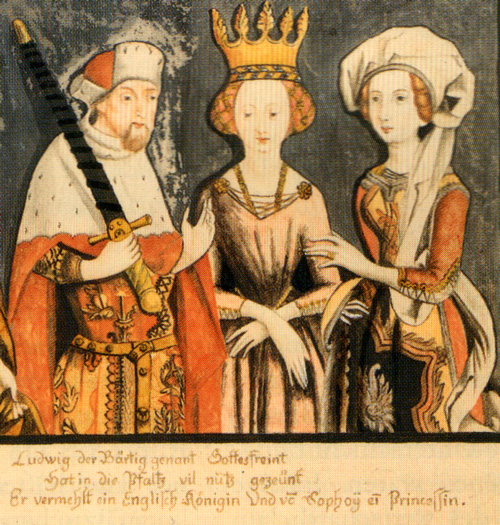
Kurfürst Ludwig III. mit seinen beiden Ehefrauen. Mittig, mit Krone, Blanca von England (Darstellung von 1435)

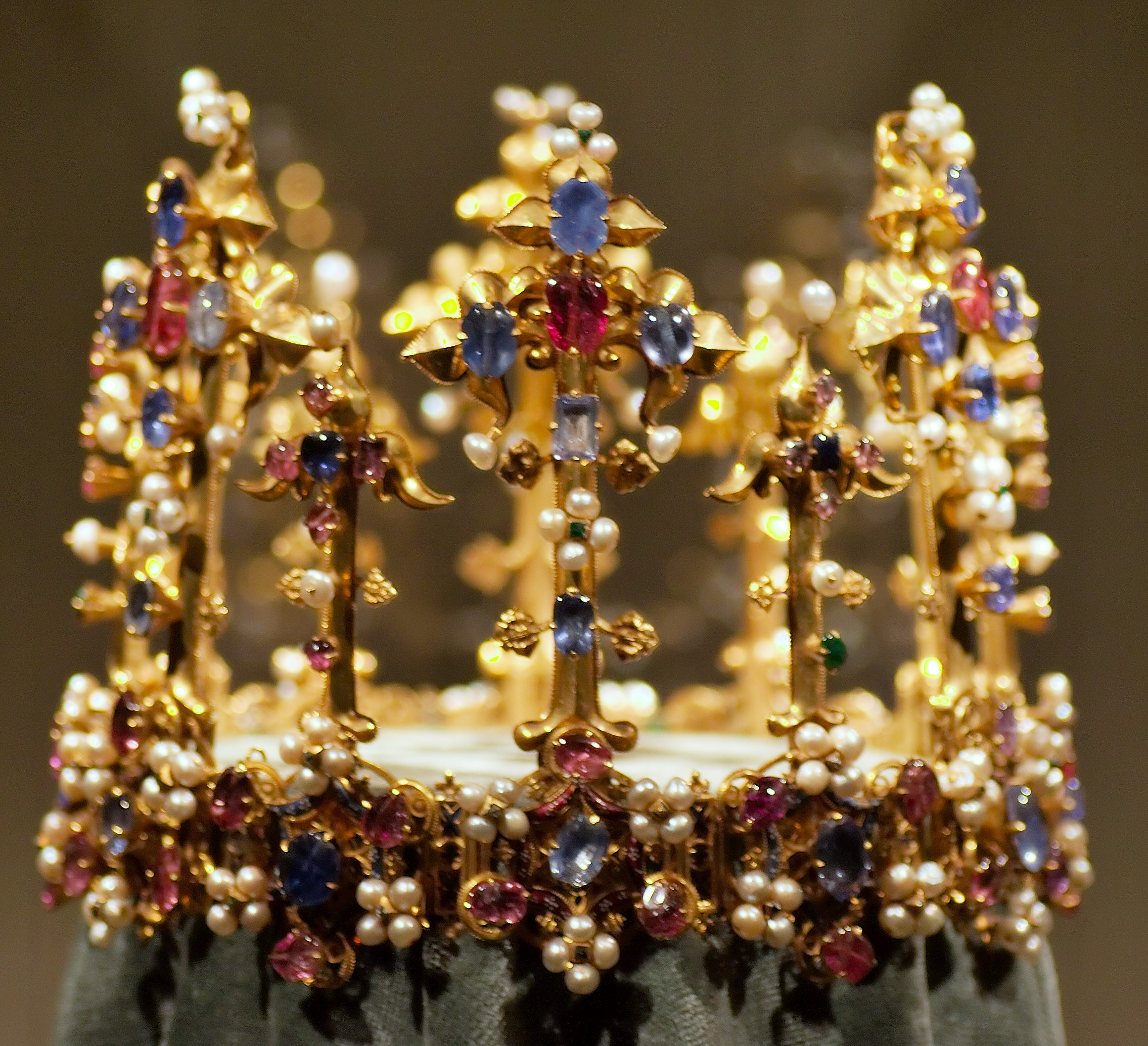
Die sogenannte „Böhmische Krone“ oder „Pfälzer Krone“ aus der Mitgift von Prinzessin Blanca, heute Residenzmuseum München.

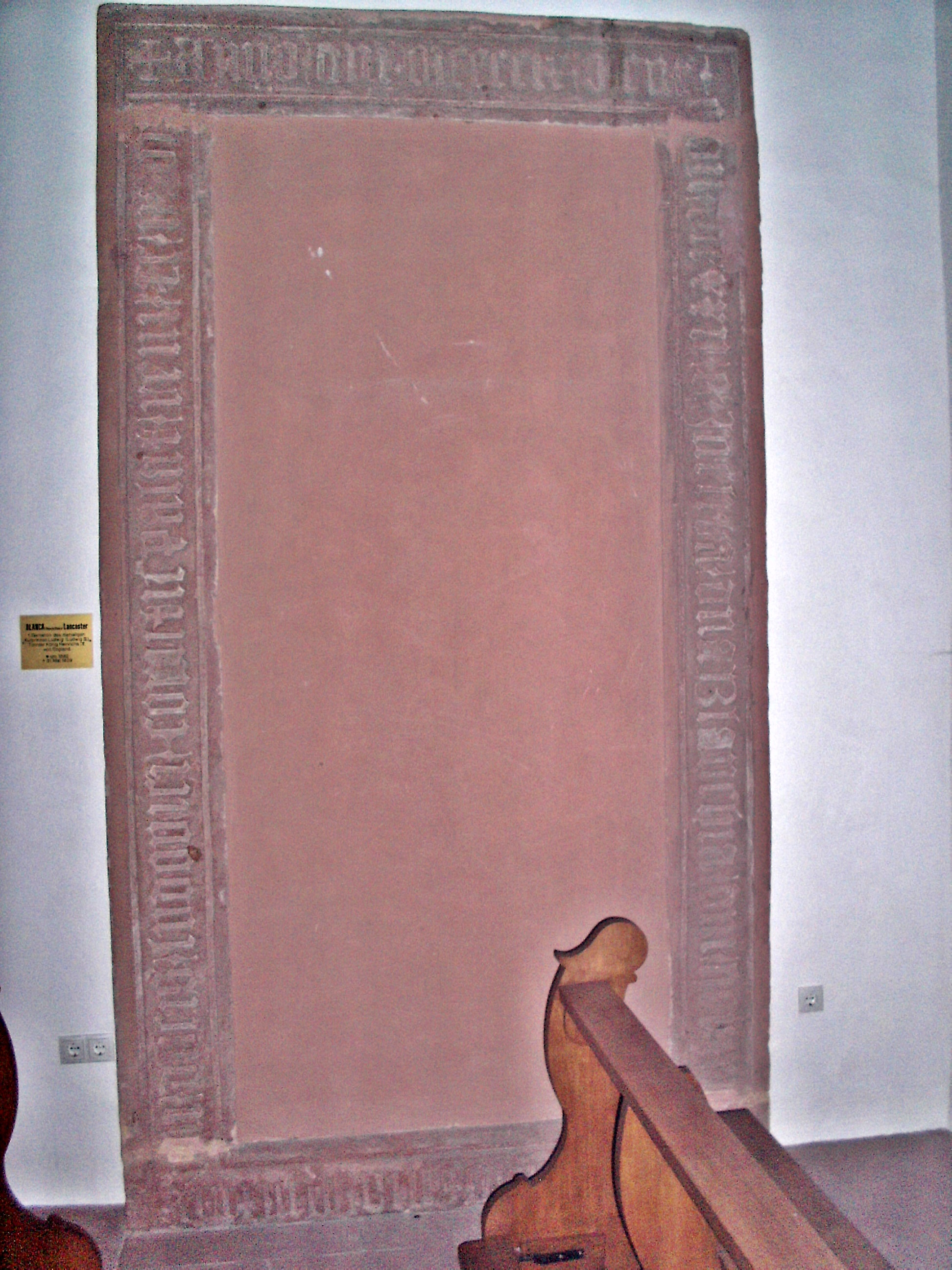
Restaurierte Grabplatte der Pfalzgräfin Blanca von England, Stiftskirche Neustadt/Weinstraße

Prinzessin Blanca von England LG (* Frühjahr 1392, Peterborough Castle; † 22. Mai 1409, Hagenau, Elsass) war durch Heirat Pfalzgräfin in der Kurpfalz. Sie starb, bevor ihr Ehemann Ludwig III. von der Pfalz 1410 als Kurfürst zur Regierung gelangte.

## Leben
Sie war die Tochter des englischen Königs Heinrich IV. aus dem Haus Plantagenet-Lancaster und seiner Gattin Gräfin Mary de Bohun. Ihr Geburtsort war die Burg in Peterborough auch Berg Thodor genannt, direkt neben der späteren Kathedrale Peterborough, erbaut von Wilhelm dem Eroberer, später zerstört von Abt Martin de Bec.
Eine Ehe zwischen der ältesten Tochter Heinrichs IV., Blanca (auch Blanche), und dem ältesten Sohn des neugewählten deutschen Königs Ruprecht, Ludwig III., sollte die beiden neuen und nicht unumstrittenen königlichen Häuser festigen (pfälzisch-englische Beziehung). Heinrich IV. war dem abgesetzten König Richard II. (1399) gefolgt, König Ruprecht I. (= gleichzeitig Kurfürst Rupprecht III. von der Pfalz) hatte aktiv die Absetzung von König Wenzel (1400) betrieben.
Der Heiratsvertrag wurde nach Festsetzung einer Mitgift von 40.000 Nobel und sonstiger Vereinbarungen unter Vermittlung der Stadt Köln am 7. März 1401 in London abgeschlossen. Als Heiratsgut brachte die Braut u. a. auch die sogenannte „Böhmische Krone“ bzw. „Pfälzische Krone“, in den Wittelsbacher Familienbesitz ein, die sich noch heute in der Schatzkammer des Residenzmuseums zu München befindet. Es ist die älteste erhaltene englische Krone und war vermutlich die Brautkrone der Königin Anne von England. Die Mitgiftverhandlungen wurden vom Mainzer Dompropst Gottfried von Leiningen als königlichem Gesandten in England geführt.
Die Hochzeit zwischen der zehnjährigen Prinzessin und dem 24 Jahre alten Prinzen fand am 6. Juli 1402 im Dom zu Köln statt. Trotz der politischen Heirat soll die Ehe glücklich gewesen sein. Vier Jahre später gebar Blanca vierzehnjährig einen Sohn, Ruprecht den Engländer (1406–1426).
Im Jahre 1409 starb die neuerlich schwangere Pfalzgräfin Blanca an Fieber zu Hagenau/Elsass. In feierlichem Zug überführte man die Leiche nach Neustadt und setzte sie in der Stiftskirche bei. Ihr Mann berichtete seinem Schwiegervater in einem von dort am 4. Juni 1409 datierten Brief, dass Blanca im Mai, während eines gemeinsamen Aufenthalts mit ihm in Hagenau, von intermittierenden Fieberschüben befallen wurde, was umso bedenklicher gewesen sei, als sie im sechsten Monat schwanger war. Nachdem der Anfall sich gelegt hatte und man schon auf völlige Genesung der Kranken hoffte, sei ein dauerhaftes Fieber eingetreten, welches seine zarte junge Frau so stark mitnahm, dass man täglich mit ihrem Ableben rechnete. Es stellten sich auch zahlreiche Ohnmachten und Nasenbluten ein, welch letztere die Ärzte zwar mit Gottes Hilfe hätten stillen können; man erteilte der Prinzessin aber trotzdem die Sterbesakramente. So „ist an dem unseligsten 22. Mai, im Morgengrauen, meine Gemahlin von dieser schlechten Welt in eine bessere eingegangen“, wie es Ludwig III. selbst formulierte. Am folgenden Tage habe in Neustadt die Beisetzung stattgefunden, an der auch König Ruprecht mit Gemahlin und Ludwigs Brüder teilgenommen hätten.
Kurfürst Ludwig III. ging erst acht Jahre nach dem Ableben Blancas mit Mathilde von Savoyen, Tochter des Fürsten Amadeus von Savoyen, eine neue Ehe ein, der sechs Kinder entsprangen.

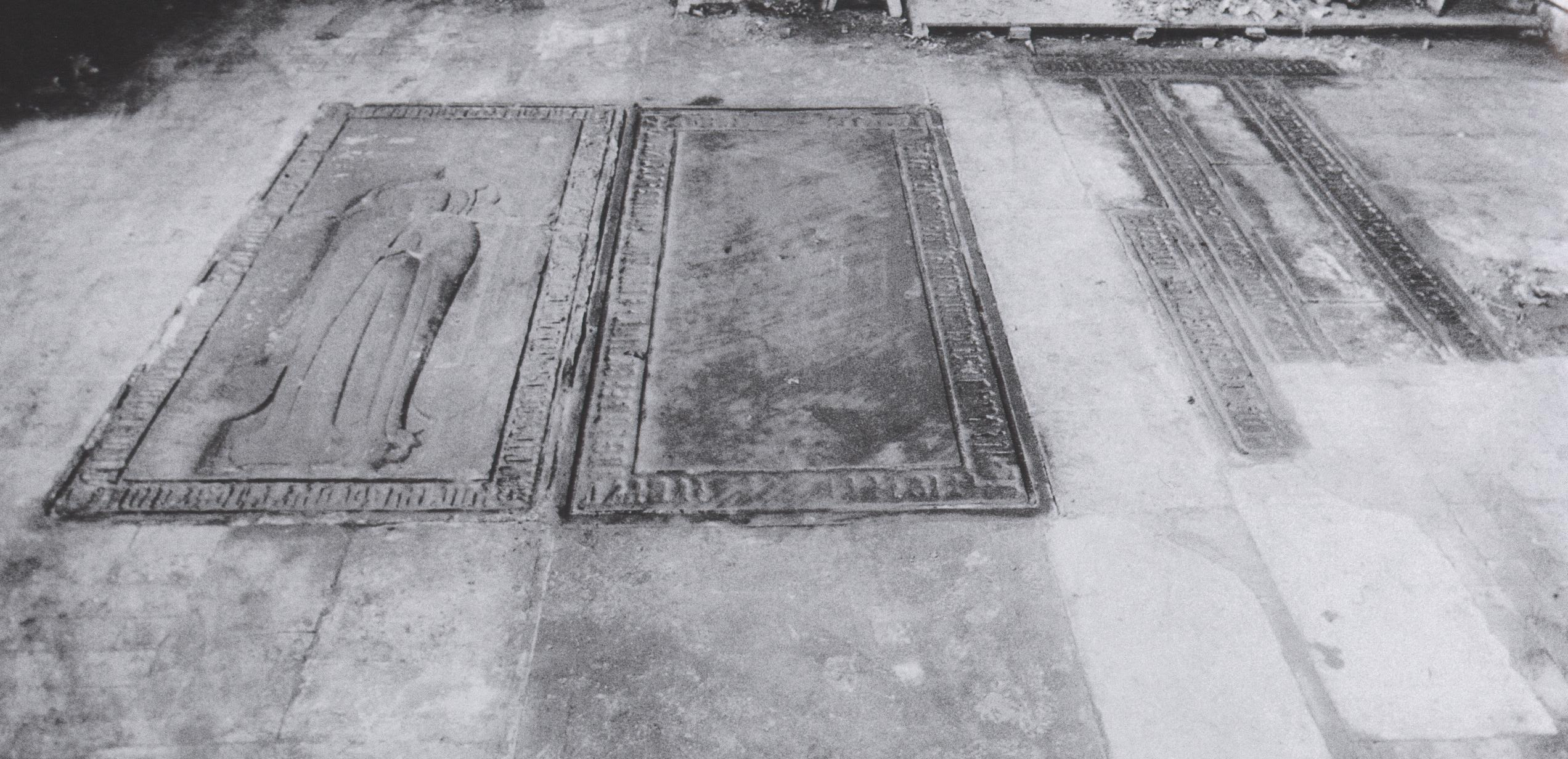
Die östlichen Gräber in der Stiftskirche (Neustadt an der Weinstraße), Dezember 1906, Blancas Grab im Originalzustand, rechts hinten

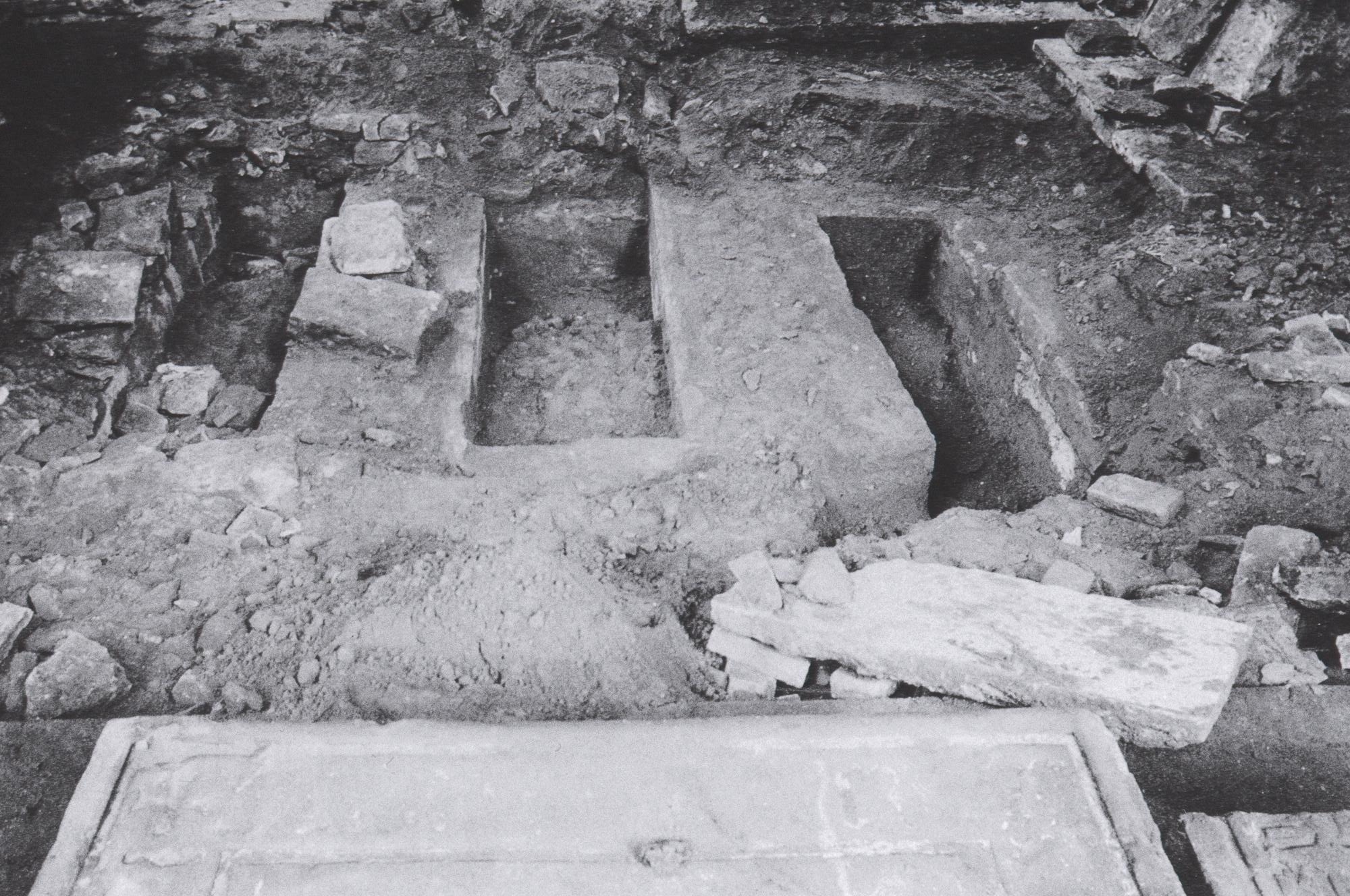
Die geöffneten Gräber 1906, Blancas Grab ist das rechte

Blancas Grabstätte befindet sich bis heute im katholischen Chor der Neustädter Stiftskirche, etwas nördlich von jener des Kurfürsten Ruprecht I. (Pfalz) und seiner Gemahlin Beatrix von Berg. Die beiden nebeneinanderliegenden, kurfürstlichen Gräber sind durch Bronzeinschriften im neuzeitlichen Fußboden des Mittelganges sichtbar gemacht, das von Pfalzgräfin Blanca lediglich durch ein kleines, eingehauenes Kreuz, da Kirchenbänke darauf stehen. Die originale Abdeckplatte, mit gotischer Majuskelinschrift, aber ohne Bilddarstellung, befindet sich derzeit (2010) an einer Wand in der nördlichen Chorkapelle. Bei der Entnahme bzw. Sicherung der im Kirchenboden verlegten Originalgrabplatten wurden im Dezember 1906 die drei gemauerten Gräber unversehrt aufgefunden, jedoch mit Schutt und Grundwasser angefüllt. Aus Pietätsgründen wurden sie „nicht weiter untersucht, sondern wieder zugedeckt“, wie es im damaligen Bericht an das Bayerische Innenministerium heißt (LA Speyer, H3, 8370, Seite 71).
An der Chordecke der als Memoria des Hauses Wittelsbach gegründeten Stiftskirche zu Neustadt befindet sich eine Darstellung des „Jüngsten Gerichtes“ aus der Zeit um 1420, mit vor Christus knienden Großfiguren von Kurfürst Ludwig III., seiner Eltern und seiner ersten Gattin Blanca von England. Man geht davon aus, dass Ludwig III. die prachtvollen Gemälde fertigen ließ, um die Grabstätte seiner von ihm sehr betrauerten ersten Frau auszuschmücken. Das komplette „Jüngste Gericht“ war in der bilderfeindlichen Reformationszeit übermalt und erst 1885 wieder freigelegt worden.
Blancas Vater, der englische König Heinrich IV., ist die Hauptfigur von William Shakespeares zweiteiligem Drama „Heinrich IV.“; mit dem Leben ihres Bruders Heinrich V. befasst sich dessen dramatisches Werk „Heinrich V.“
Ein weiterer Bruder, John of Lancaster, 1. Duke of Bedford, war Englischer Regent von Nordfrankreich. Er ließ die Hl. Jeanne d’Arc 1431 verurteilen und hinrichten.
Blancas Schwester Philippa von England (1394–1430) war durch Heirat Königin von Dänemark, Norwegen und Schweden. Sie hielt sich oft am Grab der Hl. Birgitta von Schweden, im Kloster Vadstena auf, wurde eine Wohltäterin des Konvents und ist auch dort bestattet.
Der Selige Ferdinand von Avis und sein Bruder, Heinrich der Seefahrer, waren Cousins von Pfalzgräfin Blanca.

## Nachkommen
- Ruprecht der Engländer, * 22. Mai 1406; † 20. Mai 1426, Grabstätte: Heiliggeistkirche (Heidelberg)